# Rubén Chang Gamarra
Rubén Ángel Chang Gamarra (Barranca, 29 de noviembre de 1935) es un abogado y político peruano. Formó parte de la Asamblea Constituyente que preparó y promulgó la Constitución Política del Perú de 1979.

## Biografía
Nació en Barranca el 29 de noviembre de 1935. Cursó sus estudios primarios en el Ex-Centro Educativo.425-; y los secundarios en  el colegio particular "San Idelfonso" de Barranca. Entre 1960 y 1970 estudió derecho en la Universidad Nacional Mayor de San Marcos.
Como miembro del Partido Popular Cristiano fue elegido diputado constituyente de la República para la Asamblea Constituyente de 1978. Buscó su elección como diputado por Lima en las elecciones generales de 1980 y 1985 sin éxito. Asimismo, en las elecciones municipales de 1986 tentó sin éxito la alcaldía de la provincia de Barranca. Participó en las elecciones regionales del 2006 y del 2010 como candidato a vicepresidente del Gobierno Regional de Lima por el Movimiento Padin.